# Florentin Dumitru
Florentin Dumitru (* 25. Mai 1977 in Bolintin-Vale) ist ein ehemaliger rumänischer Fußballspieler. Er bestritt insgesamt 310 Spiele in der Liga 1. In den Jahren 2001 und 2005 gewann der Außenverteidiger mit  Steaua Bukarest die rumänische Meisterschaft.

## Karriere
Im Jahr 1996 kam Dumitru in den Kader der ersten Mannschaft seines Vereins Sportul Studențesc, der seinerzeit in der ersten rumänischen Fußballliga, der Divizia A, spielte. Er wurde bereits im ersten Jahr zur Stammkraft und konnte die Saison 1996/97 auf dem zwölften Platz abschließen. Am Ende der darauf folgenden Spielzeit musste er mit seinem Team absteigen. Er wechselte zu Aufsteiger Astra Ploiești. Dort sicherte er sich mit seiner Mannschaft in der Spielzeit 1998/99 den Klassenverbleib.
Anfang 2000 verpflichtete der rumänische Rekordmeister Steaua Bukarest Dumitru. Zunächst kam er nur auf weniger Einsätze. In der Saison 2000/01 wurde er auch bei Steaua zum Stammspieler und gewann am Saisonende mit der Meisterschaft seinen ersten Titel. Diesen Erfolg konnte er in der darauf folgenden Spielzeit mit seinem Team nicht verteidigen. In der Saison 2004/05 folgte der zweite Titel.
Nachdem er in der Hinrunde 2005/06 nur noch siebenmal zum Einsatz gekommen war, verließ Dumitru den Klub Anfang 2006 zu Jiul Petroșani. Dort kam er lediglich viermal zum Zuge. Im Sommer 2006 schloss er sich dem FC Național Bukarest an, mit dem er am Ende der Saison 2006/07 absteigen musste. Er heuerte anschließend in der Liga II bei Aufsteiger CS Concordia Chiajna an. Nach dem Ende der Spielzeit 2007/08 wurde sein Vertrag nicht verlängert. Er war bis Anfang 2010 ohne Verein, ehe ihn erneut Concordia Chiajna verpflichtete. Im Sommer 2010 wechselte er zu Petrolul Ploiești. Mit seinem neuen Klub gelang ihm in der Saison 2010/11 der Aufstieg in die Liga 1. Dort beendete er im Jahr 2012 seine Karriere, nachdem er mit Petrolul den Klassenerhalt gesichert hatte.

## Nationalmannschaft
Dumitru bestritt 17 Spiele für die rumänische Nationalmannschaft. Er debütierte am 2. Februar 2000 im Rahmen eines Turniers auf Zypern gegen die Auswahl Lettlands. Nachdem er auch in den beiden übrigen Turnierspielen zum Einsatz gekommen war, wurde er von Nationaltrainer Emerich Jenei nicht mehr berufen und auch nicht für die Europameisterschaft 2000 nominiert. Erst am 15. November 2000 kehrte er unter László Bölöni gegen Jugoslawien ins Nationalteam zurück. Nach weiteren Einsätzen in Freundschaftsspielen stand er am 2. Juni 2001 gegen Ungarn erstmals in einem Pflichtspiel auf dem Rasen. Auch in den nachfolgenden Qualifikationsspielen zur Weltmeisterschaft 2002 gehörte er zum Aufgebot. In den Play-off-Spielen gegen Slowenien fand er jedoch keine Berücksichtigung.
In den folgenden Länderspielen wurde Dumitru nur noch selten berücksichtigt. Erst im Freundschaftsspiel gegen die Ukraine am 20. August 2003 holte ihn Anghel Iordănescu zurück. Am 27. Mai 2004 kam er gegen Irland zu seinem letzten Einsatz.

## Erfolge
- Rumänischer Meister: 2001, 2005